# Калац (Горажде)
Калац је насељено мјесто у граду Горажду, Босна и Херцеговина.

## Становништво
|         | 2013.       | 1991.        | 1981.         | 1971.         |
| Укупно  | 59 (100,0%) | 100 (100,0%) | 125 (100,0%)  | 164 (100,0%)  |
| Бошњаци | 59 (100,0%) | 94 (94,00%)1 | 103 (82,40%)1 | 130 (79,27%)1 |
| Срби    | –           | 6 (6,000%)   | 22 (17,60%)   | 33 (20,12%)   |
| Остали  | –           | –            | –             | 1 (0,610%)    |

1. 1 На пописима од 1971. до 1991. Бошњаци су пописивани углавном као Муслимани.